# Bryomixis
Bryomixis là một chi bướm đêm thuộc họ Noctuidae.